# Naor Gilon
Naor Gilon (in ebraico נאור גילאון‎?; Israele, 1964) è un diplomatico israeliano.

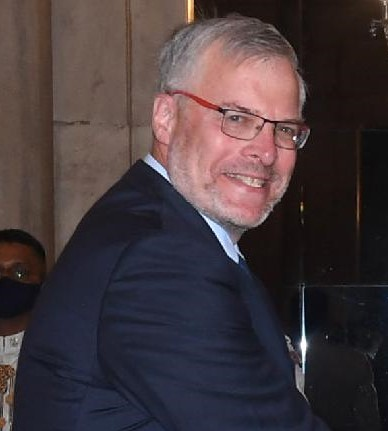
Naor Gilon

Dal 2019 ambasciatore di Israele nei Paesi Bassi e dal 2022 ambasciatore in India, è stato ambasciatore in Italia e San Marino dal 2012 al 2016, anno in cui gli è succeduto Ofer Sachs. Nel 2009 è stato Capo di Gabinetto del Ministro degli Affari Esteri Avigdor Lieberman, e dal 2009 al 2011 Vice Direttore Generale per gli Affari dell'Europa occidentale presso il Ministero degli Affari Esteri.

## Storia personale
Gilon è nato in Israele, è sposato e ha quattro figli. Ha ottenuto un Bachelor of Arts in scienze politiche all'Università di Tel Aviv e un master sulle relazioni internazionali all'Università di economia di Budapest.

## Carriera
Gilon ha fatto il suo ingresso al Ministero degli Affari Esteri nel 1989 e ha svolto le funzioni di Vice Capo Missione presso l'Ambasciata di Israele in Ungheria dal 1990 al 1995, Vice Consigliere per le Politiche internazionali per il Primo Ministro dal 1995 al 1997, Consigliere per gli Affari Politici presso la missione permanente negli Stati Uniti dal 1997 al 2000, Direttore della Divisione per gli affari strategici e militari del Center for Policy Research dal 2000 al 2002, Ministro Consigliere per gli Affari Politici presso l'Ambasciata di Israele a Washington DC dal 2002 al 2005 e Responsabile dell'Ufficio per gli Affari Internazionali presso il Center for Policy Research dal 2007 al 2009.